# Saint-Didier-la-Forêt
 Saint-Didier-la-Forêt  là một xã ở tỉnh Allier thuộc miền trung nước Pháp. 

## Hành chính
| Danh sách các thị trưởng               |                 |               |      |         |
| Giai đoạn                              | Giai đoạn       | Tên           | Đảng | Tư cách |
| mars 2001                              | réélu mars 2008 | Claude Lavest |      |         |
| Tất cả các dữ liệu trước đây không rõ. |                 |               |      |         |

## Biến động dân số
| Năm | 1962 | 1968 | 1975 | 1982 | 1990 | 1999 |
| --- | ---- | ---- | ---- | ---- | ---- | ---- |
| Dân số | 456  | 514  | 427  | 381  | 375  | 360  |
| From the year 1968 on: No double counting—residents of multiple communes (e.g. students and military personnel) are counted only once. |      |      |      |      |      |      |